# Ред-Бойлінг-Спрінгс (Теннессі)
Ред-Бойлінг-Спрінгс (англ. Red Boiling Springs) — місто (англ. city) в США, в окрузі Мейкон штату Теннессі. Населення — 1205 осіб (2020).

## Географія
Ред-Бойлінг-Спрінгс розташований за координатами 36°31′48″ пн. ш. 85°50′53″ зх. д. / 36.53000° пн. ш. 85.84806° зх. д. (36.529905, -85.848095).  За даними Бюро перепису населення США в 2010 році місто мало площу 4,53 км², уся площа — суходіл.

## Демографія
Згідно з переписом 2010 року, у місті мешкало 1112 осіб у 403 домогосподарствах у складі 267 родин. Густота населення становила 246 осіб/км².  Було 468 помешкань (103/км²).
Расовий склад населення:
| - 93,3 % — білих - 0,6 % — чорних або афроамериканців - 0,5 % — корінних американців - 4,9 % — осіб інших рас |

До двох чи більше рас належало 0,7 %. Частка іспаномовних становила 6,6 % від усіх жителів.
За віковим діапазоном населення розподілялося таким чином: 22,1 % — особи молодші 18 років, 54,7 % — особи у віці 18—64 років, 23,2 % — особи у віці 65 років та старші. Медіана віку мешканця становила 43,5 року. На 100 осіб жіночої статі у місті припадало 92,1 чоловіків;  на 100 жінок у віці від 18 років та старших — 83,9 чоловіків також старших 18 років.
Середній дохід на одне домашнє господарство  становив 29 590 доларів США (медіана — 20 694), а середній дохід на одну сім'ю — 34 563 долари (медіана — 25 625). За межею бідності перебувало 46,1 % осіб, у тому числі 64,3 % дітей у віці до 18 років та 15,3 % осіб у віці 65 років та старших.
Цивільне працевлаштоване населення становило 315 осіб. Основні галузі зайнятості: виробництво — 33,7 %, освіта, охорона здоров'я та соціальна допомога — 24,4 %, роздрібна торгівля — 18,4 %.